# Retrat d'Ana García Icazbalceta, esposa de l'arquitecte de la Hidalga
Retrat d'Ana García Icazbalceta, esposa de l'arquitecte de la Hidalga és una pintura a l'oli realitzada per Pelegrí Clavé el 1851 i que actualment s'exposa al Museu Nacional de San Carlos de Mèxic.
Fou donat per la Lotería Nacional de Mèxic el 1990.